# Силиква
Силиква (лат. siliqua) — римская серебряная монета, равнявшаяся 1⁄24 солида. Известны также половина силиквы и четверть силиквы.
История силиквы начинается в конце 294 г. н. э., когда Диоклетиан в ходе осуществления денежной реформы вводит новую высокопробную серебряную монету — аргентеус, более корректное название для которой, если верить многим западным каталогам — силиква. Другие учёные считают, что силиква появилась позже, когда Константин I учредил её в 324 году как 1⁄24 другой нововведенной монеты — золотого солида. Название «силиква» дано историками, подлинное название этого вида монет неизвестно.
Слово «силиква» в Древнем Риме означало мельчайшую весовую единицу (от лат. siliqua graeca — семя рожкового дерева).
Первоначально (при Константине) силиква весила 3,4 г. При сыне Константина, Констанции II появляются т. н. «лёгкие» силиквы, весящие всего 2,2 г., а в конце IV века так и вовсе 1,3 г. Но позднее вес монеты увеличится. На аверсе силиквы помещали бюст/голову императора или императрицы в профиль, в диадеме (у августов — жемчужная, тканная или розеточная, у цезарей — отсутствовала либо тканная), кирасе и военном плаще, застегнутом фибулой. Круговая легенда типа DN VALENS PF AVG (то есть «Наш Господин — имя — Благочестивый Счастливый Август») с титулом и именем императора завершала оформление этой стороны монеты (исключение — т. н. «молящийся» портрет, встречающийся у Константина I и его сыновей, а также Далмация — племянника Константина, где легенда на аверсе отсутствовала). На реверсах силикв в разные времена изображали ворота военного лагеря, портрет императора в полный рост с лабарумом (знаменем) или легионера с копьем, фигуры Виктории, лавровые венки с хризмой, крестом или надписью VOTIS MULTIS внутри и некоторое другое. В V веке силиквы резко грубеют (особенно на Западе, где варваризация и распад государства быстро прогрессировали). После Юстиниана I (527—565 годы) стилизация и упрощение силикв усиливается ещё больше (например, появляется портрет императора в фас, что абсолютно не свойственно римским силиквам) Легенды на монетах укорачиваются, деформируются, появляются даже ошибки в тексте. В середине/конце VII века чеканка силикв прекращается.

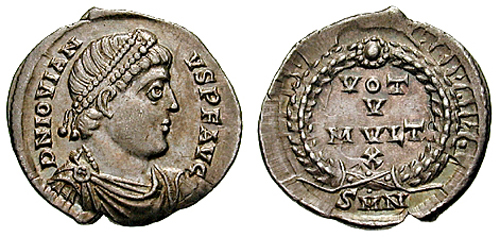
Силиква Иовиана
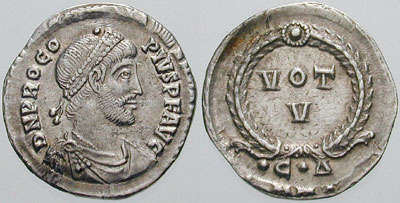
Силиква Прокопия
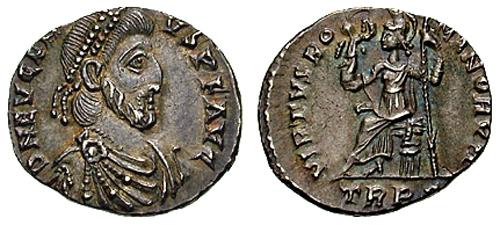
Силиква Евгения
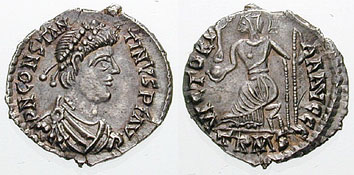
Силиква Константина III
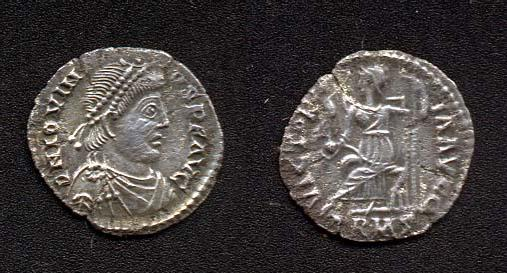
Силиква Иовина
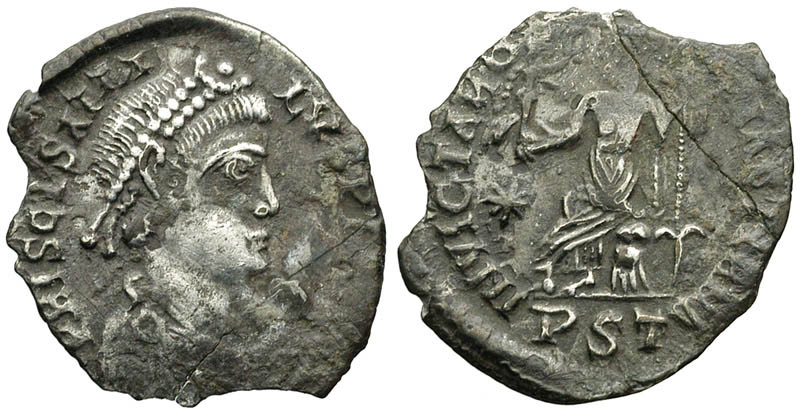
Силиква Приска Аттала
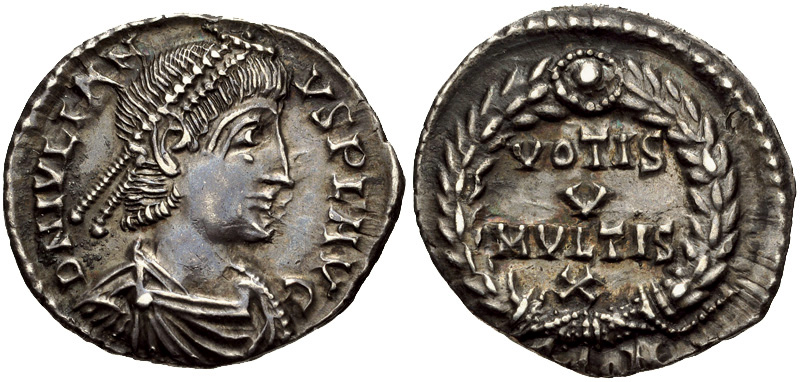
Силиква Юлиана II Отступника
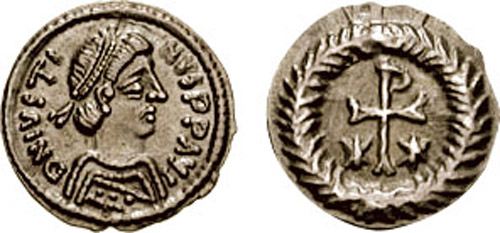
Силиква Юстина II
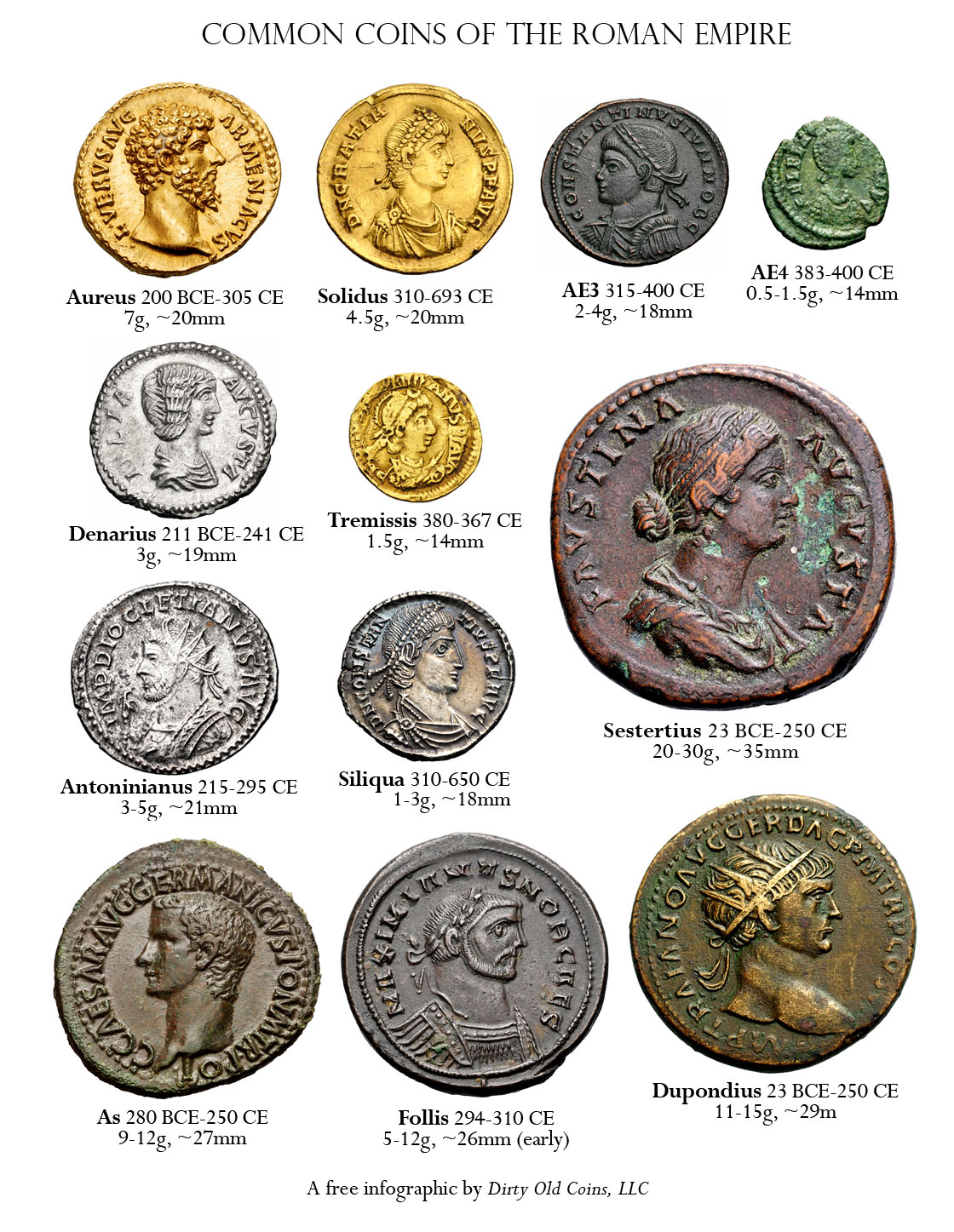
Наиболее часто используемые номиналы монет и их относительные размеры во времена Римской империи